# Stanisław Tarnowski
Stanisław Tarnowski (7. listopadu 1837 Dzików – 31. prosince 1917 Krakov) byl rakouský vysokoškolský pedagog, literární historik a politik polské národnosti z Haliče, v 2. polovině 19. století poslanec Říšské rady.

## Biografie
Pocházel ze známé polské šlechtické rodiny. Jeho děd byl politik a sběratel umění Jan Felix Amor Tarnowski, bratr Jan Dzierżysław Tarnowski byl také činný v politice. Stanisław absolvoval gymnázium svaté Anny v Krakově. Studoval na Jagellonské univerzitě v Krakově, nejprve od roku 1854 filozofii, pak od roku 1858 práva.
V roce 1869 získal v Krakově doktorát. Působil jako historik a literární kritik. Roku 1866 spoluzakládal měsíčník Przegląd Polski, který byl tiskovým centrem polských konzervativců. Od roku 1868 spolupracoval s redakcí konzervativního listu Czas a po dvou letech se stal majitelem těchto novin. Od roku 1868 byl členem učené společnosti Towarzystwo Naukowe Krakowskie. V roce 1872 byl jmenován mimořádným profesorem, roku 1879 řádným. V roce 1882/1883 byl děkanem a v roce 1886/1887 a 1899/1900 rektorem Jagellonské univerzity.
Od roku 1873 byl členem krakovské akademie věd (Akademia Umiejętności). Od roku 1883 byl generálním tajemníkem akademie a roku 1891 se stal jejím prezidentem. Jako literární vědec se zaměřoval na dějiny polského písemnictví 16. století a na období romantismu.
Byl veřejně a politicky činný. V roce 1863 se v Krakově podílel na organizování polského povstání. Spolupracoval s listem Naprzód. Byl tehdy zatčen a dva roky strávil ve vazbě ve Lvově a Olomouci. Po amnestii se vrátil do veřejného života, nyní již jako pragmatický konzervativní politik. 6. února 1867 byl zvolen na Haličský zemský sněm za kurii velkostatkářskou. Zemský sněm ho 2. března 1867 zvolil i do Říšské rady. Již roku 1868 rezignoval na mandát. Politicky byl orientován jako umírněný konzervativec. Od roku 1885 až do své smrti zasedal v Panské sněmovně (jmenovaná horní komora Říšské rady). Po celou dobu zasedal na Haličském zemském sněmu, původně za velkostatkářskou kurii, od roku 1901 coby virilista (poslancem s titulu své funkce prezidenta akademie věd).
V dubnu 1874 se v Paříži oženil s Różou Branickou (1854–1942). Měli spolu syna a dvě dcery.
- Elżbieta (19. 11. 1875 Krakov – 28. 10. 1955 Montrésor), manž. 1898 János Mihály Esterházy (6. 12. 1864 Prešpurk – 2. 7. 1905 Veľké Zálužie), jejich synem byl politik János Esterházy[7]
- Jadwiga (20. 6. 1879 Krakov – 22. 7. 1945 tamtéž), manž. 1901 Hilary Aleksander Bniński (10. 7. 1873 Oborniki – 21. 7. 1946 Krakov)[8]
- Hieronim (12. 8. 1884 Krakov – 31. 10. 1945 tamtéž), manž. 1914 Wanda Zamoyska (15. 9. 1892 Krakov – 14. 12. 1965 Londýn)[9]

Stanisław Tarnowski zemřel v prosinci 1917 po krátké nemoci.